# Haven van Barcelona

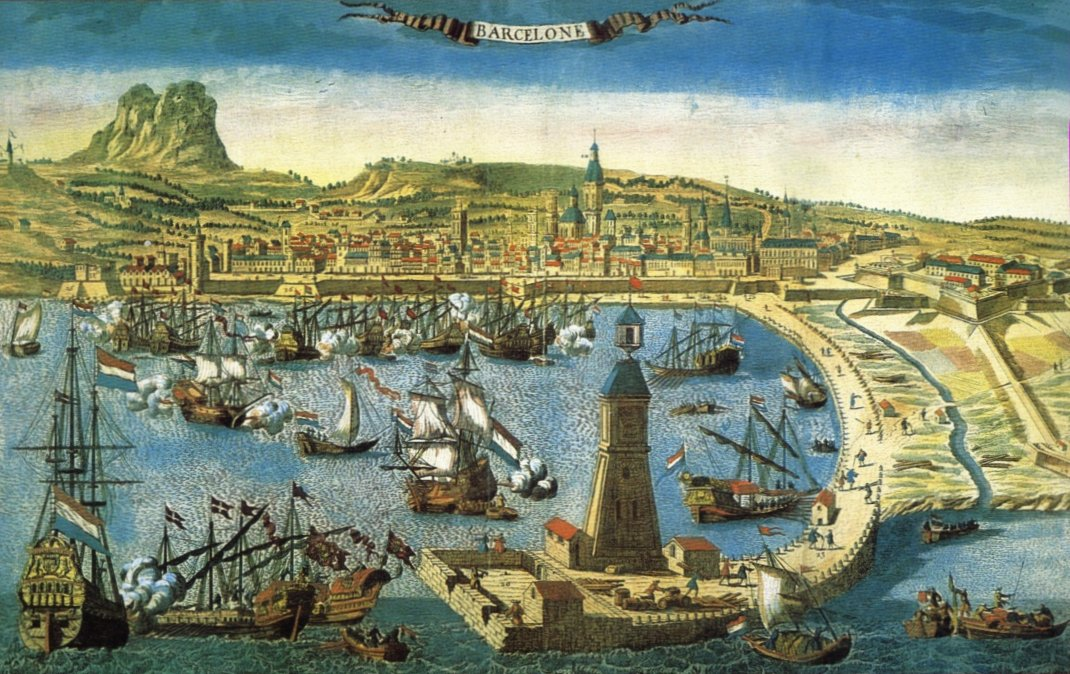
Franse gravure uit de 18e eeuw van de haven van Barcelona

De haven van Barcelona (Catalaans: Port de Barcelona) is de belangrijkste haven van de Spaanse regio Catalonië en ligt aan de Middellandse Zee. In de haven zit het bestuur van de maritieme provincie Barcelona. De haven is net zo oud als de stad Barcelona zelf en de twee zijn onlosmakelijk met elkaar verbonden. Het is de belangrijkste passagiershaven aan de Middellandse Zee, en de vijfde belangrijkste passagiershaven ter wereld. In 2010 heeft er 8.180 maal een schip aangelegd en is er 43,7 miljoen ton aan goederen de haven gepasseerd, waarmee het de derde haven van Spanje is, na de haven van Algeciras en de haven van Valencia.

## Geschiedenis
De haven van Barcelona is net zo oud als de stad zelf, maar bevond zich in eerste instantie aan de zuidelijke kant van de heuvel Montjuïc, toen nog een schiereiland, op een strand dat zich uitstrekte tot de rivier de Llobregat. Over een lang stuk kust was dit de enige beschermde plek die veilig als haven gebruikt kon worden. Tijdens de Middeleeuwen groeide de stad dankzij de haven uit tot de belangrijkste kustplaats van het kroon van Aragón. Desalniettemin bleef de haven aan de zuidelijke zijde van de Montjuïc, terwijl de stad aan de noordelijke zijde ligt.
Pas in 1378 werd er een begin gemaakt met de verplaatsing van de haven. In dat jaar vroeg het bestuur van de stad aan Peter IV de bouw af te ronden van de koninklijke scheepswerven en een haven aan de noordkant van de Montjuïc, aan de rand van de stad. Deze bouw was begonnen onder Peter III, maar nooit voltooid. De scheepswerven bestaan nog steeds en huisvesten tegenwoordig het maritiem museum van de stad, nabij metro Drassanes (Drassanes is Catalaans voor 'scheepswerf'). Een van de belangrijkste redenen voor het verplaatsen was het verzanden van de havens aan de zuidkant van Montjuïc.
In 1438 begon de aanleg van de haven daadwerkelijk, op bevel van Alfons V, maar tien jaar later zou een storm de bouwplaats vernietigen. Pas in 1477 werd de eerste steen van de definitieve haven gelegd, in eerste instantie een golfbreker die het vasteland verbond aan een eilandje voor de kust. Op de locatie van dat eilandje is de wijk La Barceloneta ontwikkeld.
Het gedeelte tussen La Barceloneta en de Barri Gòtic is het oudste gedeelte van de huidige haven. Door de tijd heen breidde de haven zich steeds verder naar het zuiden uit. De havens die kant op worden steeds groter en dieper, net zoals de scheepvaart van schaal vergrootte. Het oude gedeelte, Port Vell, tussen La Barceloneta en het stadscentrum, is een jacht- en plezierhaven geworden; op de ooit zo drukke havenpier Moll d'Espanya bevinden zich een winkelcentrum, een grote bioscoop en het aquarium van Barcelona. Verder naar het zuiden, aan de voet van de Montjuïc en ten zuidwesten daarvan, bevindt zich de industriële haven. In dat gebied is er een vrijhandelszone, Zona Franca, die in twee fases is gebouwd. Het tweede gedeelte is eind jaren negentig van de 20e eeuw aangelegd, het gebied omvat nu in totaal 210 hectare.
In 2007 is de monding van de Llobregat 2 kilometer naar het zuiden verplaatst, waardoor er 5 terminals en 1.300 meter kade aan de haven toegevoegd konden worden. Daarnaast is de haven sinds 2010 via spoor aangesloten op de rest van Europa door middel van een rechtstreekse verbinding met Frankrijk met continentale spoorwijdte, waardoor aan de grens goederen niet meer overgeheven hoeven te worden. 

## Ligging en toegang

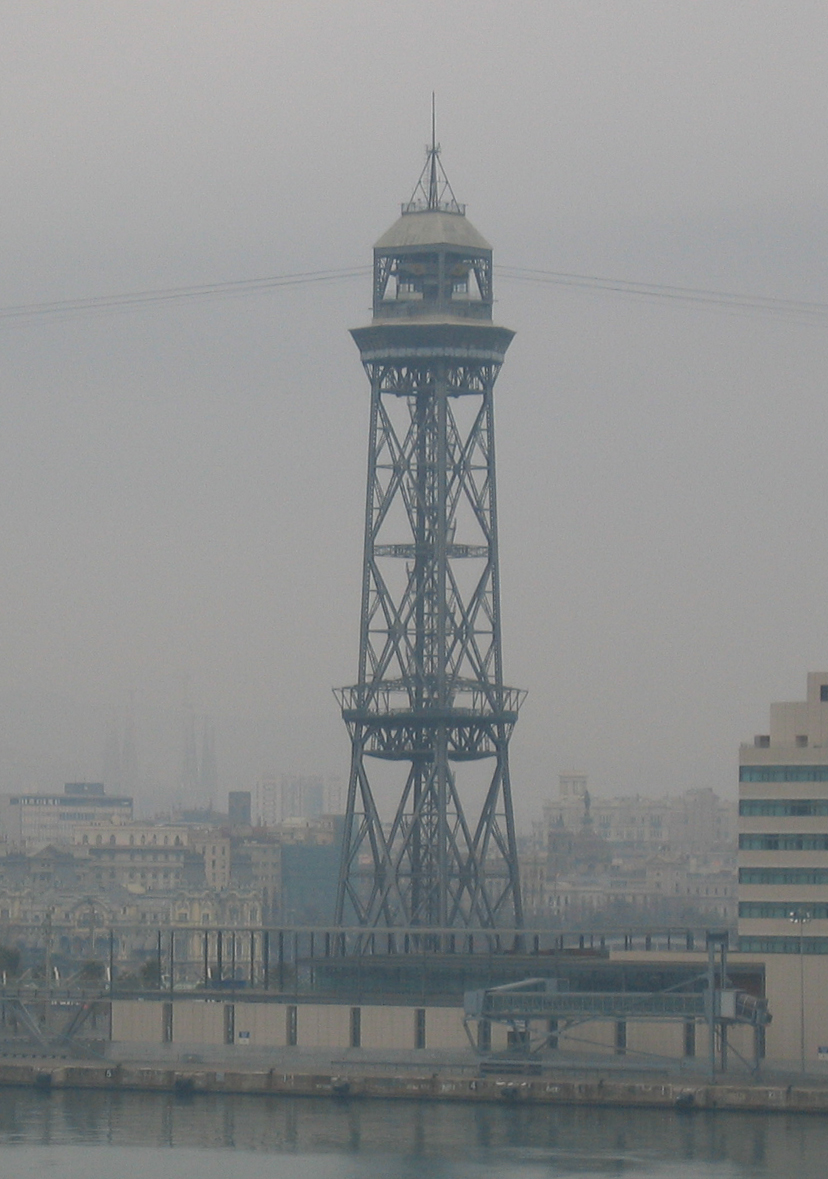
Torre Jaume I, de middelste toren van de kabelbaan over de oude haven

De haven van Barcelona ligt tussen de wijk La Barceloneta en de monding van de rivier de Llobregat, nabij El Prat de Llobregat en het vliegveld van Barcelona. De jacht- en plezierhaven bevindt zich in de oude haven en ligt aan het centrum van de stad vast, aan het begin van de Ramblas bij het monument a Colom. Het gedeelte van de haven waar de meeste goederen worden verscheept, bulk en containers, ligt aan de zuidzijde, bij de Zona d'Activitats Logisticas (ZAL).
De haven is goed bereikbaar: over de weg kan men bij de gehele haven komen via de ringweg Ronda Litoral, wegnummer B-10. Daarnaast is er sinds eind 2010 een directe spoorverbinding met continentale spoorwijdte met Frankrijk en de rest van Europa, waardoor de haven goed verbonden is met het achterland. Bovendien is er een normaalspoorverbinding gepland langs de gehele Middellandse Zeekust tot aan Algeciras, wat de afvoermogelijkheden van de haven verder verbeteren zal.

### Kabelbaan
Over de oude haven gaat een kabelbaan, de Telefèric del Port, van de Montjuïc tot Passeig Borbó aan het strand van Barceloneta. De twee hoge metalen torens die deze kabelbaan in de lucht houden zijn vanuit de hele stad goed te zien.

## Passagiershaven

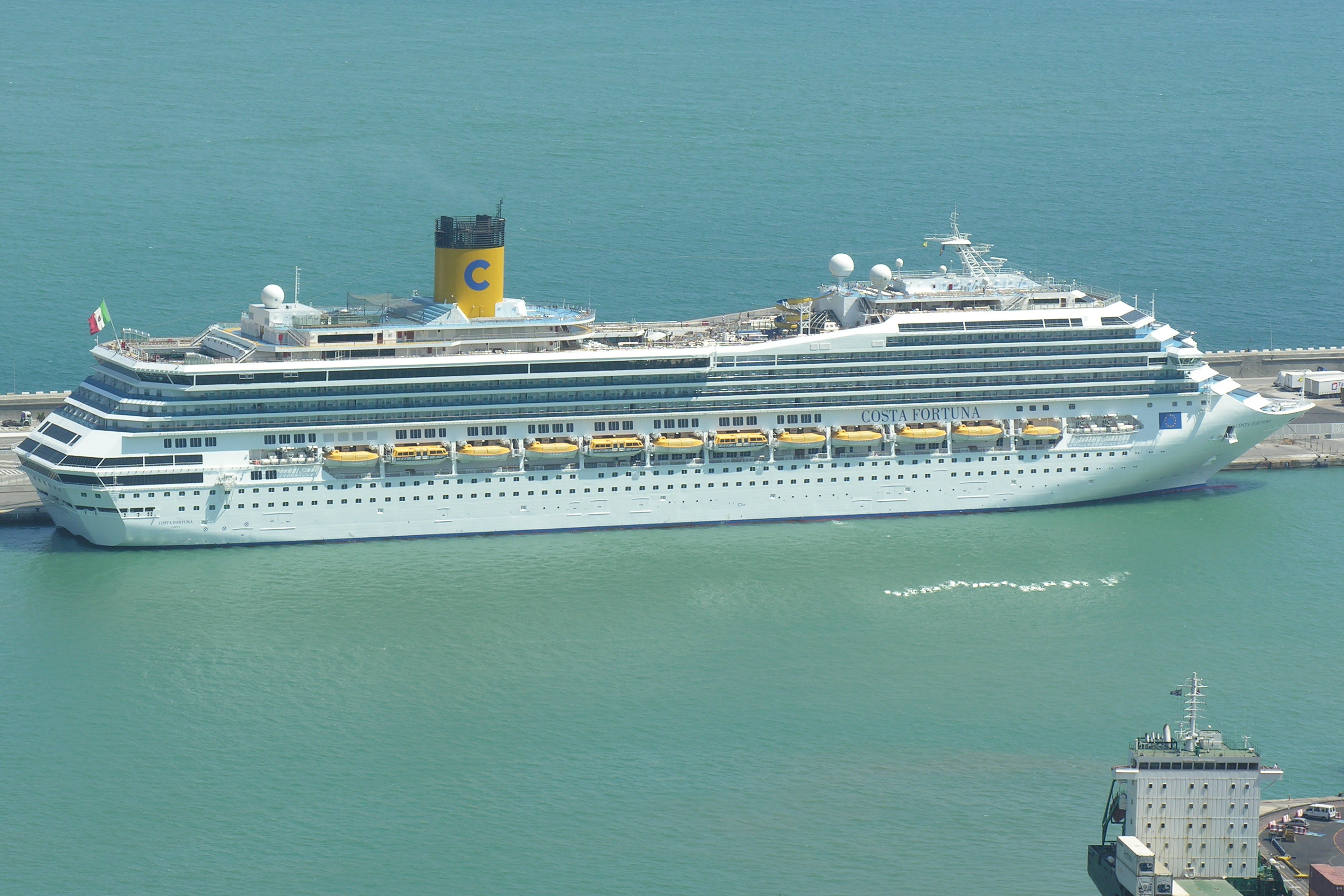
Een cruiseschip in de haven van Barcelona

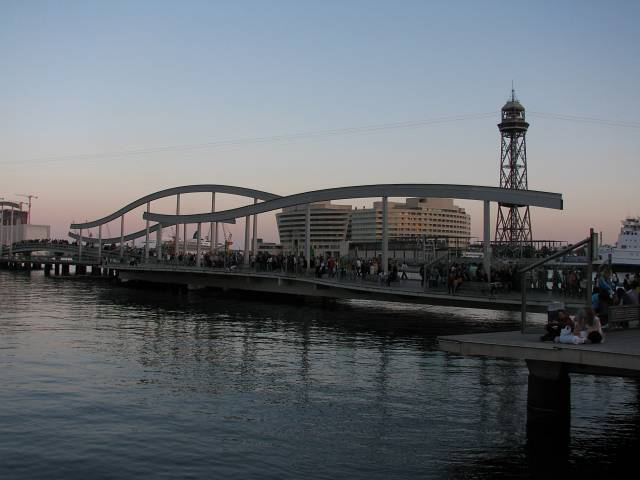
De Rambla del Mar

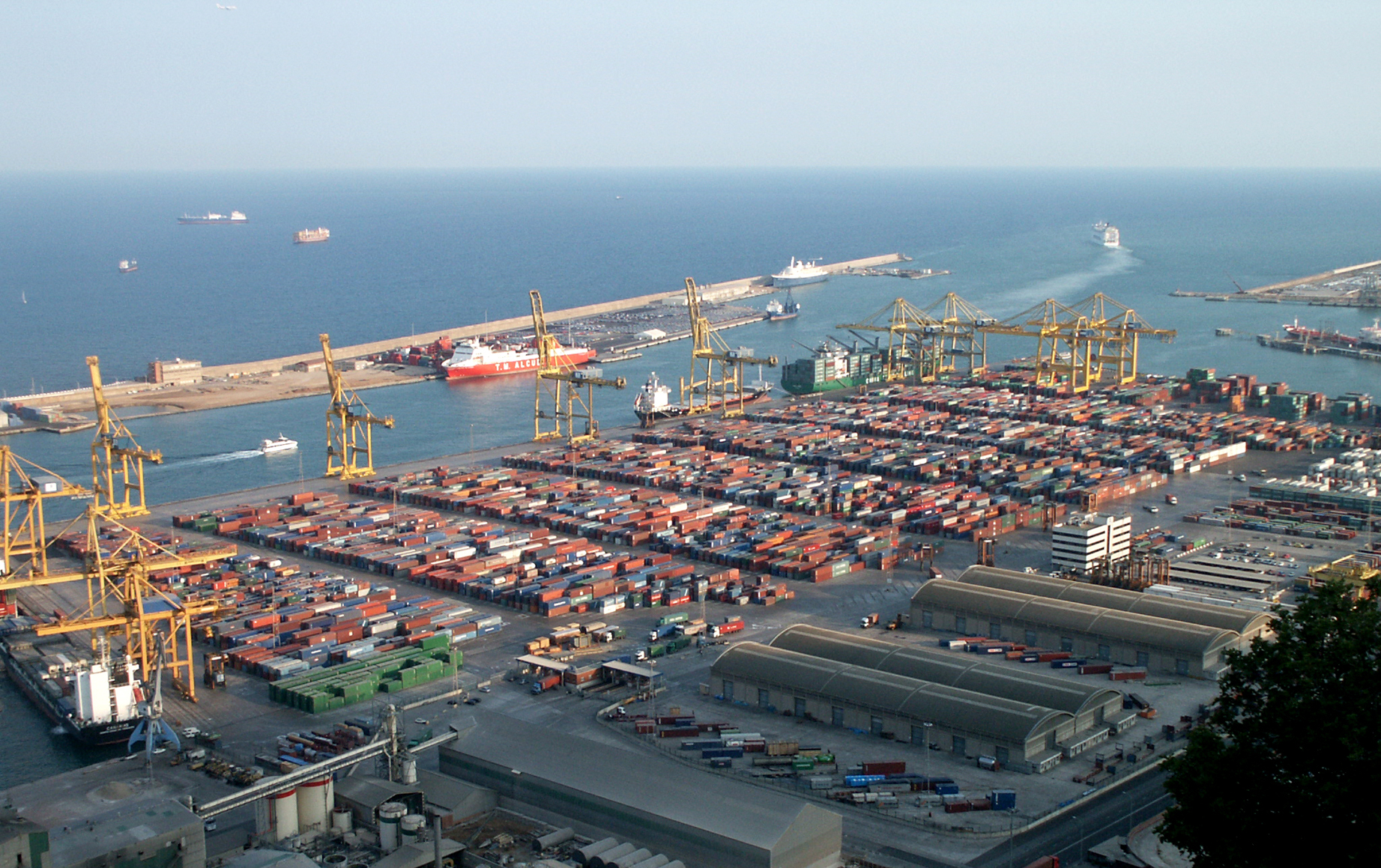
De containerterminals in de haven

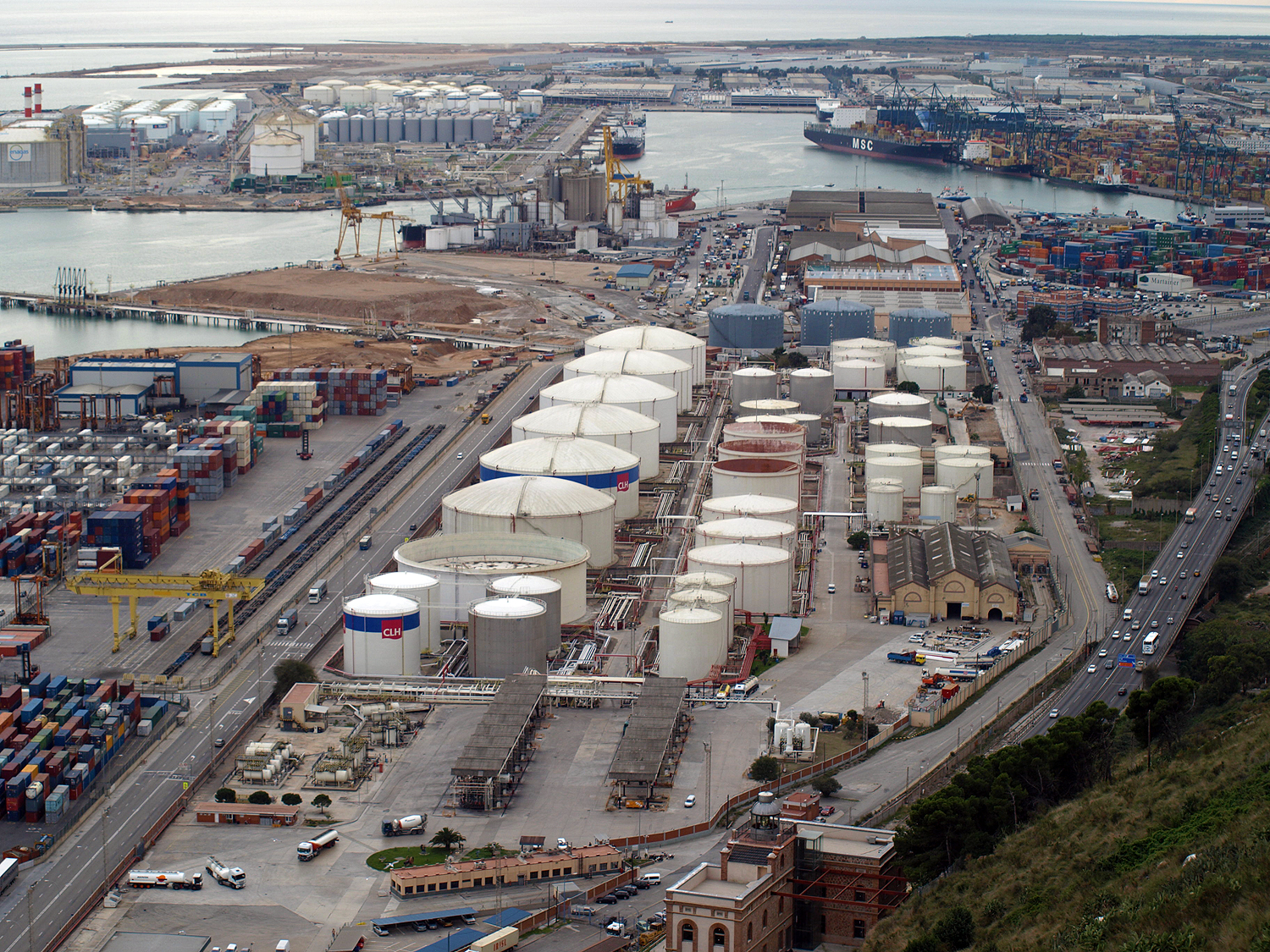
olie-opslag in de haven

Barcelona heeft de belangrijkste passagiershaven van de Middellandse Zee en de vijfde belangrijkste ter wereld, na een aantal Caraïbische havens. Dit komt door de vele veerboten die vanuit de haven vertrekken, naar onder andere de Balearen en Italië, maar met name door de ontwikkeling van het cruisetoerisme in de haven. De aantrekkingskracht voor dit toerisme ligt in de nabijheid van het stadscentrum en het toeristische achterland.
Veerboten leggen aan weerszijden van Moll 18 ('pier 18') aan, waarop ook het World Trade Center gevestigd is. Cruiseschepen leggen op meerdere plekken in de haven aan, waaronder aan de Moll d'Espanya in de oude haven van de stad. De grootste schepen leggen aan de Moll Oriental (Oosterpier) aan, op zo'n 2 kilometer van het stadscentrum. In totaal zijn er 7 terminals ingericht voor het aanleggen van cruiseschepen.
In 2010 deden in totaal 3.444.491 passagiers de haven aan, waarvan 1.096.515 aan of van boord een ferry gingen, en 2.347.976 personen op een cruiseschip de stad aandeden. Dit is een groei van 9,06% van het cruiseverkeer ten opzichte van 2009.

## Jachthaven
De jachthaven bevindt zich in de Port Vell, het oude gedeelte van de haven bij het stadscentrum. Naast deze jachthaven heeft Barcelona nog twee andere jachthavens: Port Olimpic, en nog een andere bij het Forum, in de wijk Diagonal Mar.

## Vrachthaven

### Containerhaven
De haven beschikt over twee grote containerterminals, waar in 2010 in totaal 1.945.733 zeecontainers verwerkt zijn, die 19,2 miljoen ton aan goederen bevatten. Gezamenlijk hebben deze terminals 3.000 meter aanlegkade, met een diepte tot 16 meter voor allerlei verschillende types schepen, en 17 hijskranen. De containerhaven ligt aan de voet van de Montjuïc, vanwaar men er een goed uitzicht over heeft.

### Bulk
Voor droge bulk beschikt de haven over verschillende terminals. Deze terminals kunnen verschillende producten verwerken, uiteenlopend van cement tot granen en zout. Volgens het Spaanse ministerie van Fomento heeft de haven in 2010 3,5 miljoen ton aan droge bulk verwerkt.
Ook voor vloeibare bulk beschikt de haven over meerdere terminals, met dokken die speciaal gereserveerd zijn voor tankers. Deze dokken zijn tot 17 meter diep. De haven beschikt over 75.000 m³ opslagruimte, waar alle mogelijke soorten vloeibare bulk in opgeslagen kunnen worden. In 2010 heeft 11,6 miljoen ton vloeibare bulk de haven gepasseerd, waarvan 9,7 miljoen ton petroleum en andere brandstoffen waren.

### Auto's
Sinds 1953 is er in Zona Franca een autofabriek van Seat gevestigd, met als gevolg dat een groot aantal auto's in de haven van Barcelona verscheept wordt. Hoewel sinds de overname van dit merk door Volkswagen Group er alleen nog maar onderdelen van auto's worden geproduceerd, worden er tegenwoordig nog steeds grote aantallen auto's verscheept. In 2010 waren dat er 550.874. Bovendien worden er in de Zona Franca containers, opleggers en goederenwagons geproduceerd, die ook in de haven aan boord gaan. Hiermee heeft Barcelona de belangrijkste haven voor voertuigen aan de Middellandse Zee.
Voor het verschepen van auto's beschikt de haven over 2 terminals met in totaal 1.200 meter aanlegkade, met 'verticale opslagruimtes' die plaats bieden aan 24.000 auto's. Bovendien zijn er 5 roll-on-roll-off hellingen aan de kade en 5 verschillende spoorbanen waar auto's op de trein gezet kunnen worden.

### Consumptiegoederen
De haven van Barcelona is de belangrijkste Spaanse doorvoerhaven van groente en fruit. Hiervoor beschikt de haven over een speciaal ingerichte terminal, met een opslagruimte van 9.000 m² en geconditioneerde omstandigheden. De belangrijkste landen waar groente en fruit vandaan komen zijn: Chili, Argentinië, Brazilië, Zuid-Afrika, Costa Rica en de Verenigde Staten. Vanuit Barcelona worden deze goederen over Spanje en verder over heel Europa gedistribueerd. In 2010 ging het om 505.198 ton groente en fruit.
Daarnaast is het de belangrijkste Spaanse doorvoerhaven van koffie, cacao, tabak en aanverwante producten. In 2010 ging het om 484 duizend ton van deze goederen.